# Atanas Nikołowski
Atanas Nikołowski (ur. 22 czerwca 1980) – macedoński kajakarz, olimpijczyk.
Wystartował na Letnich Igrzyskach Olimpijskich 2008 w Pekinie. Wziął udział w kajakarstwie (odpadł w kwalifikacjach).